# Carl Fredrik Hoffberg
Carl Fredrik Hoffberg, född i 1729 i Stockholm, död 27 december 1790 i Stockholm, var en svensk botaniker och medicine doktor.

## Biografi
Hoffberg var ”Kongl Maj:ts Tjenstgörande ord Hof-Medicus samt Kongl. Collegii Medici Medlem”. Han var son till guldsmeden Nils Hoffberg och Maria Beckman och gift 1769 med Dorotea Elisabet Sauer.
Hoffberg blev student vid Uppsala universitet 1744 och promoverades till medicine doktor under det att han tjänstgjorde som fältlasarettsmedikus i Pommern 1760. Han utnämndes till hofmedicus 1763, en tjänst som var föga inkomstbringande och som han innehade till 1788.
Han var kollega med Linné och är främst bekant för sin flora som utgavs i tre upplagor.
Auktorsnamnet Hoffb. kan användas för Carl Fredrik Hoffberg i samband med ett vetenskapligt namn inom botaniken; se Wikipediaartiklar som länkar till auktorsnamnet.